# Гуківка
Гу́ківка —  село в Україні, у Харківському районі Харківської області. Населення становить 72 осіб. Колишнійц орган місцевого самоврядування — Протопопівська сільська рада. З 2020 року у складі Солоницівської селищної громади.

## Географія
Село Гуківка знаходиться на лівому березі річки Криворотівка, вище за течією на відстані 2 км розташоване село Тернова, нижче за течією за 1 км - смт Вільшани, на протилежному березі - села Протопопівка і Ярошівка.